# Chlorure de bis(triphénylphosphine)rhodium carbonyle
Le chlorure de bis(triphénylphosphine)rhodium carbonyle est un composé chimique de formule trans-[RhCl(CO)(P(C6H5)3)2]. Il se présente comme un solide jaune clair stable à l'air de structure analogue à celle du complexe de Vaska trans-[IrCl(CO)(PPh3)2]. Il s'agit d'un complexe de rhodium(I) de géométrie plane carrée avec deux ligands triphénylphosphine P(C6H5)3 en configuration trans pouvant être utilisé comme catalyseur homogène polyvalent.
Il a été obtenu à l'origine en traitant le chlorure de rhodium carbonyle [Rh(CO)2(µ-Cl)]2 avec la triphénylphosphine P(C6H5)3 mais est généralement produit par carbonylation du catalyseur de Wilkinson RhCl(PPh3)3 :
RhCl[P(C6H5)3]3 + CO ⟶ RhCl(CO)[P(C6H5)3]2 + P(C6H5)3.
En catalyse homogène, cette conversion est généralement une réaction parasite dans la mesure où RhCl(CO)(PPh3)2 est un mauvais catalyseur d'hydrogénation.
Le chlorure de bis(triphénylphosphine)rhodium carbonyle est un précurseur de l'hydrure de tris(triphénylphosphine)rhodium carbonyle RhH(CO)(PPh3)3, important catalyseur d'hydroformylation :
RhCl(CO)[P(C6H5)3]2 + NaBH4 + P(C6H5)3 ⟶ RhH(CO)[P(C6H5)3]3 + NaCl + BH3.